# Bundesvereinigung Logistik
Die Bundesvereinigung Logistik (BVL) e. V. ist ein 1978 gegründeter gemeinnütziger Verein mit Sitz in Bremen.
Mit rund 10.500 Mitgliedern aus den Führungsebenen von Industrie, Handel, Dienstleistung und Wissenschaft sieht sich die BVL als Kompetenznetzwerk der Logistik. Die Basis des Vereins sind 38 Regionalgruppen, die ganz Deutschland, die Regionen Peking, Singapur, Shanghai, Luxemburg, Polen, São Paulo, Eurasien, Türkei sowie Teile der USA abdecken und jährlich rund 300 Veranstaltungen durchführen. Es gibt spezielle Angebote für Studierende und für Young Professionals. Die Mitgliederversammlung wählt den Vorstand.

## Regionalgruppen
Das Fundament der BVL bildet die Arbeit der Regionalgruppen, welche auf lokaler Ebene Veranstaltungen wie Besichtigungen logistikbezogener Unternehmen oder Diskussionsforen durchführt.
Die Regionalgruppen sind folgendermaßen aufgeteilt:
| Bereich                        | Name                       | Existenz studentischer Sprecher |
| ------------------------------ | -------------------------- | ------------------------------- |
| Nationale Regionalgruppen      | Allgäu/Bodensee            | ja                              |
| Nationale Regionalgruppen      | Baden-Württemberg          | ja                              |
| Nationale Regionalgruppen      | Berlin/Brandenburg         | -                               |
| Nationale Regionalgruppen      | Franken                    | -                               |
| Nationale Regionalgruppen      | Hamburg                    | ja                              |
| Nationale Regionalgruppen      | Mainfranken                | -                               |
| Nationale Regionalgruppen      | Mecklenburg-Vorpommern     | -                               |
| Nationale Regionalgruppen      | Mittelrhein                | -                               |
| Nationale Regionalgruppen      | Münster/Osnabrück          | -                               |
| Nationale Regionalgruppen      | Niedersachsen              | -                               |
| Nationale Regionalgruppen      | Nordbaden/Südpfalz         | -                               |
| Nationale Regionalgruppen      | Nordhessen                 | -                               |
| Nationale Regionalgruppen      | Ostbayern                  | -                               |
| Nationale Regionalgruppen      | Rhein                      | ja                              |
| Nationale Regionalgruppen      | Rhein/Main                 | -                               |
| Nationale Regionalgruppen      | Rhein/Neckar               | -                               |
| Nationale Regionalgruppen      | Ruhr                       | -                               |
| Nationale Regionalgruppen      | Saar/Rheinpfalz            | -                               |
| Nationale Regionalgruppen      | Sachsen                    | -                               |
| Nationale Regionalgruppen      | Sachsen-Anhalt             | -                               |
| Nationale Regionalgruppen      | Schleswig-Holstein         | -                               |
| Nationale Regionalgruppen      | Südbaden/Oberrhein         | -                               |
| Nationale Regionalgruppen      | Südbayern                  | -                               |
| Nationale Regionalgruppen      | Südwestfalen               | -                               |
| Nationale Regionalgruppen      | Südwestsachsen/Oberfranken | -                               |
| Nationale Regionalgruppen      | Thüringen                  | ja                              |
| Nationale Regionalgruppen      | Weser/Ems                  | ja                              |
| Nationale Regionalgruppen      | Westfalen                  | -                               |
| Internationale Regionalgruppen | Brasilien                  | -                               |
| Internationale Regionalgruppen | China – Beijing            | -                               |
| Internationale Regionalgruppen | China – Shanghai           | -                               |
| Internationale Regionalgruppen | Luxemburg                  | -                               |
| Internationale Regionalgruppen | Polen                      | -                               |
| Internationale Regionalgruppen | Eurasia                    | -                               |
| Internationale Regionalgruppen | Singapur                   | -                               |
| Internationale Regionalgruppen | Türkei                     | -                               |
| Internationale Regionalgruppen | US Southeast               | -                               |

## Ziele und öffentliche Arbeit
Ziele der BVL sind die Förderung des Logistikverständnisses in der Öffentlichkeit, die Weiterentwicklung logistischer Themen, die Bildung einer Brücke zwischen Wissenschaft und Wirtschaft sowie ein Podium zu stellen für den nationalen und internationalen Gedankenaustausch.
Neben den Regionalgruppenveranstaltungen werden weitere Veranstaltungen durchgeführt, so neben Fach- und Tagesforen das Wissenschaftssymposium Logistik. Der Höhepunkt eines BVL-Jahres ist der seit 1983 jährlich in Berlin stattfindende Deutsche Logistik-Kongress, auf dem u. a. für besondere Leistungen der Deutsche Logistik-Preis vergeben wird. Ab dem Jahr 2024 findet der Kongress mit neuem Konzept unter dem Namen BVL Supply Chain CX statt.
Durch die BVL und die Deutsche Aussenhandels- und Verkehrs-Akademie (DAV) wurde 1994 die Deutsche Logistik Akademie (DLA) als eigenständige Aus- und Weiterbildungseinrichtung gegründet, die heute als BVL Seminare aktiv ist. Es werden diverse Schulungen, Seminaren und Zertifikatslehrgängen angeboten.
Über ihre Mitgliedschaft in der Arbeitsgemeinschaft industrieller Forschungsvereinigungen „Otto von Guericke“ ist die BVL in die Industrielle Gemeinschaftsforschung (IGF) eingebunden. Beteiligt sind bundesweit rund 20 Forschungsstellen.
Die BVL publiziert Studien- und Arbeitskreisergebnisse. Die BVL veröffentlicht weiter noch einen wöchentlichen E-Mail-Newsletter sowie eine News-Website für Mitglieder, die alle vier Wochen über aktuelle Trends informiert. Zudem erhalten die Mitglieder das viermal jährlich das gedruckte BVL Magazin. Alle Publikationen werden in Zusammenarbeit mit einem unabhängigen Fachverlag erstellt. Im Blog der BVL veröffentlichen Experten aus dem BVL-Netzwerk Fachbeiträge zu Logistik und Supply Chain Management.
Über die BVL-Homepage haben Arbeitgeber die Möglichkeit, Praktikumsplätze anzubieten, z. B. an Studenten, die eine Abschlussarbeit anfertigen möchten. Studenten können vergünstigt BVL-Mitglied werden.